# Børnearbejde
Børnearbejde betegner arbejds- eller erhvervsmæssig beskæftigelse af børn under en vis alder, bestemt af lovgivning eller samfundsmæssige normer. Denne praksis blev i årevis kritiseret af stribevis af børneorganisationer, sociale organisationer samt fagbevægelsen og den internationale arbejdsorganisation ILO. 
I 1989 fik kampen mod børnearbejde et internationalt gennembrud med vedtagelsen af FNs Konvention om Barnets Rettigheder (også kaldet Børnekonventionen), hvori børnearbejde anses for at være en uacceptabel udnyttelse af de pågældende børn. Konventionens artikel 32 siger således: "Deltagerstaterne anerkender barnets ret til beskyttelse mod økonomisk udnyttelse og mod at skulle udføre arbejde, som kan være farligt, gribe ind i barnets uddannelse, eller skade barnets sundhed eller dets fysiske, psykiske, åndelige, moralske eller sociale udvikling."

## Børnearbejde i Danmark
Børnearbejde var udbredt i Danmark i varierende omfang langt op i 1900-tallet. I landbruget blev børn anvendt systematisk helt ned til 10-års alderen, såvel til markarbejde som til arbejde i stalden med husdyr, m.m. Også i byerne var børnearbejdet udbredt i form af af bud- og lagerarbejde. Danmark havde eksempelvis svært ved at efterleve FNs Børnekonvention på grund af den udbredte tradition med danske børn og unges beskæftigelse som avisbude, som – selvom det omhandlede arbejde ikke hindrede børnenes udvikling og skolegang m.m – dog alligevel stred imod konventionen.

## Børnearbejde i andre lande
Iqbal Masih - (1983 – 16. april 1995) var en pakistansk dreng, der blev et symbol på hensynsløst børnearbejde i udviklingslandene. Han arbejdede som børneslave fra han var fire til han var ti, hvor han flygtede. Han blev dræbt som 12-årig i sit hjemland. 